# نیل وودوارد
نیل وودوارد (به انگلیسی: Neil W. Woodward) فضانورد اهل ایالات متحده آمریکا است که در ۲۶ ژوئیهٔ ۱۹۶۲ میلادی در شیکاگو، ایلینوی زاده شد.